# Bataille de Macao
Guerre néerlando-portugaise
La bataille de Macao est un conflit de la guerre néerlando-portugaise en 1622  menée dans la colonie portugaise de Macao, dans le sud-est de la Chine. Les Portugais, en infériorité numérique et sans fortification adéquate, ont réussi à repousser les Néerlandais lors d'une victoire très célébrée le 24 juin après une bataille de trois jours. La bataille est le seul engagement majeur qui ait eu lieu entre deux puissances européennes sur le continent chinois.

## Contexte
Après que les Portugais aient obtenu la permission de l'Empire Ming d'établir une colonie permanente et une base commerciale à Macao en 1557, le port de Macao a grandement bénéficié du commerce lucratif Chine-Japon, puisque les routes directes ont été interdites par la cour Ming en raison des craintes des pirates wokou. Le succès du Portugal à Macao a attiré l'envie des autres puissances maritimes européennes qui ont mis plus de temps à s'implanter en Asie de l'Est. Lorsque Philippe II d'Espagne est devenu roi du Portugal après la crise de succession portugaise de 1580, les colonies portugaises ont été attaquées par les ennemis de l'Espagne, en particulier les Hollandais et les Anglais, qui espéraient également étendre leurs empires d'outre-mer aux dépens d'un pays rattaché à la Monarchie espagnole. 
Macao avait été attaqué par les Hollandais en 1601, 1603 et 1607, mais l'invasion hollandaise de 1622 représentait la première véritable tentative de capturer la ville. Les Néerlandais, frustrés que leur poste de traite à Hirado ne soit pas en mesure de rivaliser avec les commerçants portugais à Nagasaki en raison de l'accès facile de ces derniers à la Chine, espéraient que la prise de Macao leur accorderait un débouché commercial en Chine tout en privant les Portugais de la route rentable Macao-Nagasaki. La chute de Macao laisserait également les Espagnols aux Philippines sans moyens de soutien et faciliterait l'attaque des Néerlandais contre Manille.
Malgré les raids, les autorités portugaises n'avaient pas mis en place un système défensif étendu pour la ville en raison de l'ingérence des autorités chinoises. Les défenses de Macao en 1622 consistaient en quelques batteries, une à l'extrémité ouest de la péninsule de Macao (plus tard site de la forteresse de São Thiago da Barra), et une à chaque extrémité de la partie sud de la baie de Praia Grande (São Francisco à l'est et Bom Parto à l'ouest), plus une Fortaleza do Monte à moitié achevée qui surplombait les  Cathédrale Saint-Paul.
Le triste état des défenses de Macao est devenu connu des Hollandais lorsque le navire hollandais Gallias a saisi un navire portugais transportant une caisse de lettres au large de la Malaisie à la fin de 1621. À en juger par ces lettres interceptées et les informations disponibles du Japon, le Gouverneur général des Indes orientales néerlandaises Jan Pieterszoon Coen a estimé que Macao n'était pas en mesure de résister à une attaque sérieuse et a mis son plan d'invasion en marche.

## L'expédition à Macao

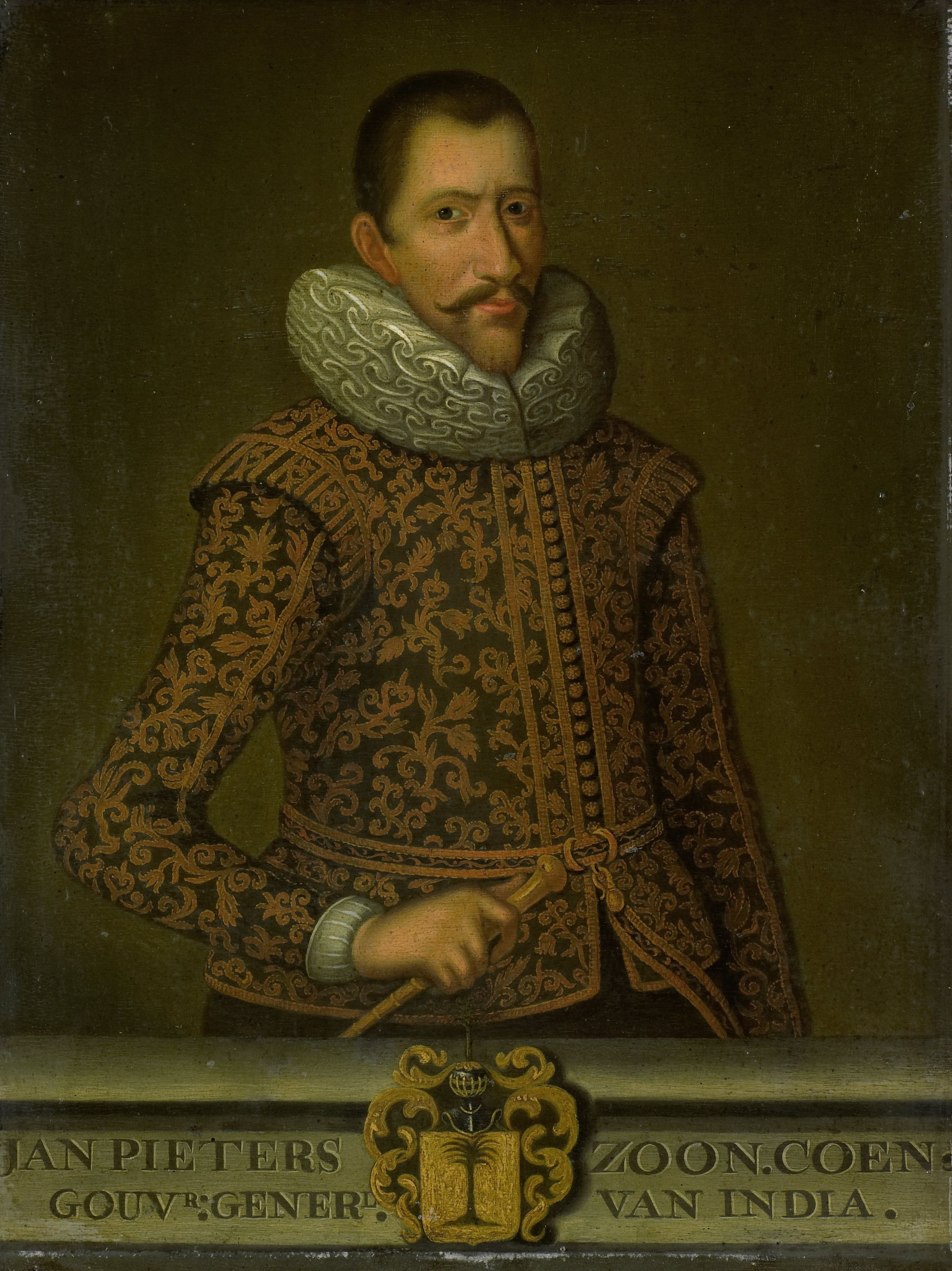
L'expédition à Macao et les Pescadores est une idée originale du gouverneur général néerlandais Jan Pieterszoon Coen.

À Batavia, siège de la Compagnie néerlandaise des Indes orientales (VOC), Coen a organisé une flotte initiale de huit navires pour l'expédition à Macao, avec des ordres que tout navire néerlandais rencontré le long la voie devait être incorporée dans la flotte d'invasion. Les soldats qui composaient la force de débarquement étaient spécifiquement sélectionnés, et même parmi l'équipage, il y avait moins de lascars et de Malais que d'habitude ; il était d'usage pour les Européens de transporter des locaux pour la navigation[citation nécessaire].
Coen était si satisfait de la flotte que lorsqu'il écrivit aux directeurs du VOC à La Haye, il exprima ses regrets de ne pas pouvoir mener « une si magnifique expédition » en personne. Les directeurs de VOC ne partageaient pas l'enthousiasme de Coen dans cette entreprise, déclarant qu'ils avaient assez de guerres à l'époque, et ordonnèrent à Coen d'attendre jusqu'à ce qu'ils puissent prendre une décision plus éclairée. Mais la flotte, sous le commandement de Cornelis Reijersen, avait déjà quitté Batavia le 10 avril 1622 avant l'envoi de l'ordre.
Le but de l'expédition était d'établir une base d'opérations néerlandaise sur la côte chinoise et de forcer les Chinois à commercer avec les Néerlandais, donc Reijersen a eu la possibilité de ne pas attaquer Macao ; il devait former des fortifications sur les Pescadores qu'il attaque ou non. Le 8 juin, la flotte a navigué dans la baie de Cam Ranh pour le bois de chauffage et l'eau, où elle a incorporé quatre navires hollandais rencontrés au large des côtes de l'Indochine et a détaché un navire avec des dépêches pour William Janszoon, l'amiral de la flotte de défense anglo-néerlandaise blocus Manille. Ainsi, lorsque la flotte repartit de la baie de Cam Ranh deux jours plus tard, elle était composée de onze navires. Quelques jours plus tard, la flotte rencontra une  Jonque de guerre transportant 28 Siamois et 20 Japonais. Les Japonais ont demandé à rejoindre l'expédition néerlandaise et leur demande a été accordée. La force de débarquement s'élevait maintenant à environ six cents, avec quelques Japonais, Malais et Bandanais parmi les nombres.
Coen avait précédemment ordonné à l'amiral Janszoon de détacher quelques navires du blocus de Manille pour rejoindre la flotte de Reijersen ; en conséquence, deux navires néerlandais et deux anglais attendaient à l'extérieur de Macao depuis le 29 mai. Les quatre navires avaient tenté de perturber le trafic maritime de Macao en attendant l'arrivée de la flotte d'invasion, mais ils n'ont réussi à faire aucune prise portugaise, car le dirigeant de Macao à l'époque, Lopo Sarmento de Carvalho, avait équipé à la hâte sept jonques avec des armes à feu pour assurer l'escorte.[citation nécessaire]
La flotte d'invasion arriva en vue de Macao le 21 juin et y rencontra les quatre navires amis. Selon les directives de Coen, les Anglais étaient libres de participer aux opérations maritimes mais n'étaient pas autorisés à participer au débarquement ni à prendre aucune part du butin de la victoire. En conséquence, les capitaines anglais ont refusé d'engager leurs navires pour l'attaque. Reijersen avait donc treize navires sous ses ordres pour l'attaque de Macao, totalisant 1 300 hommes, dont une force de débarquement de 800.
| Bateau                       | Tonnage | Complément | Capitaine          | Remarques                                                  |
| ---------------------------- | ------- | ---------- | ------------------ | ---------------------------------------------------------- |
| Zierickzee (vaisseau amiral) | 800     | 221        | Cornelis Reijersen | Escadron initial                                           |
| Groeningen                   | 700     | 192        | Guillaume Bontekoe | Escadron initial                                           |
| Oudt Delft                   | 700     | 196        | Willem Andriessen  | Escadron initial                                           |
| Enchuizen                    | 500     | 165        | D. Pietersen       | Escadron initial                                           |
| Gallias                      | 220     | 91         | D. Floris          | Escadron initial                                           |
| Engelsche Beer               |         | 96         | L. Nanning         | Escadron initial                                           |
| St. Nicolas                  |         | 40         | J.Constant         | Escadron initial, envoyé à Manille                         |
| Paliacatta                   |         | 23         | J. Jacobsen        | Escadron initial                                           |
| Haan                         |         |            | Dirck Velling      | Incorporé en Indochine                                     |
| Tigre                        |         |            |                    | Incorporé en Indochine                                     |
| Victoria                     |         |            |                    | Incorporé en Indochine                                     |
| Santa Cruz                   |         |            |                    | Incorporé en Indochine                                     |
| Trouw                        |         |            |                    | Détaché de Manille                                         |
| Cerceau                      |         |            |                    | Détaché de Manille                                         |
| Palsgrave                    |         |            |                    | Détaché de Manille; n'a pas participé à l'attaque de Macao |
| Taureau                      |         |            |                    | Détaché de Manille; n'a pas participé à l'attaque de Macao |

## Déroulement

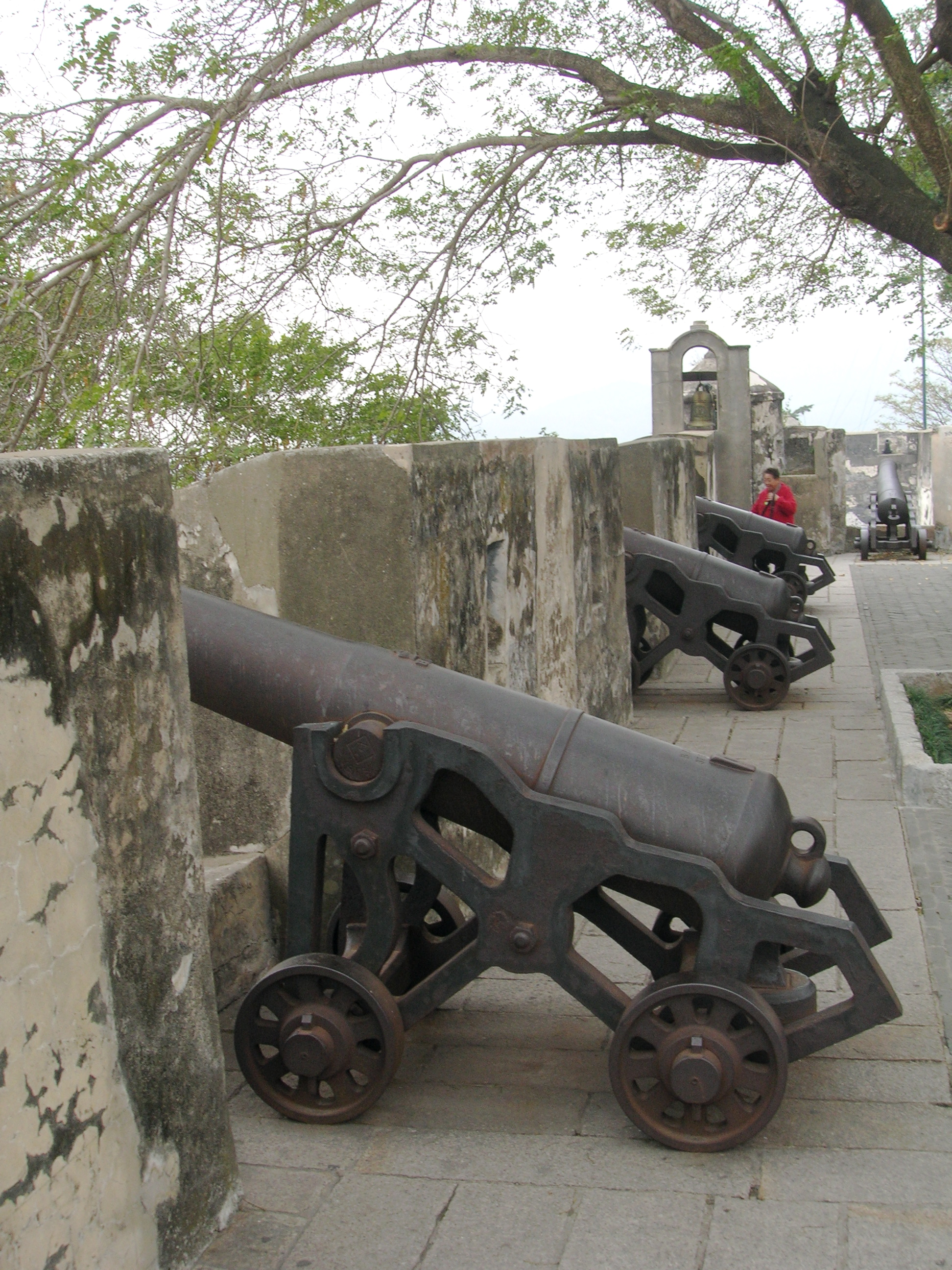
Canons de Fortaleza do Monte.

Dans la nuit du 22 juin, Reijersen a envoyé à terre une équipe de reconnaissance composée de trois hommes et d'un guide chinois pour voir si les 10 000 résidents chinois de la ville resterait neutre. Ils sont rapidement revenus après avoir découvert que les Chinois avaient fui la ville avant l'invasion. Le lendemain matin, Reijersen lui-même est monté à bord d'une chaloupe avec des officiers supérieurs pour rechercher un site de débarquement approprié. Il a été décidé que l'armée d'invasion débarquerait sur la plage orientale de Cacilhas le lendemain, 24 juin.
Pour distraire les défenseurs du site de débarquement prévu, trois navires — Groeningen, Gallias et Engelsche Beer — ont commencé à bombarder la batterie de São Francisco au sud le 23 juin. Après un après-midi de coups de canon et d'insultes (où des marins hollandais ont menacé de violer les femmes de Macao après avoir tué tous les hommes de plus de vingt ans), les navires se sont retirés pour le nuit sans faire de victimes côté portugais. Néanmoins, les Néerlandais ont célébré leur victoire attendue à l'avance en soufflant dans leurs trompettes et en battant leurs tambours toute la nuit. Les Portugais ont répondu par des festivités martiales similaires dans les remparts de la ville. Macao était insuffisamment fortifiée et à court d'hommes combattants. La flotte hollandaise est arrivée alors que la plupart des citoyens de Macao étaient à Canton achetant des marchandises pour le commerce annuel avec le Japon ; de plus, l'empereur Ming avait réquisitionné des hommes valides et des canons de Macao pour combattre la conquête mandchoue de la Chine en octobre 1621. L'estimation des archives portugaises indique qu'il n'y avait que 50 mousquetaires et 100 habitants capables de porter les armes. Lopo Sarmento de Carvalho comprenait parfaitement que les Hollandais débarqueraient le lendemain, alors il passa la nuit à inspecter le fortifications et ralliant ses hommes pour combattre jusqu'au bout.
Les navires hollandais Groeningen et Gallias ont repris leur attaque sur São Francisco à l'aube du 24 juin, la Fête de Saint-Jean-Baptiste. Les artilleurs portugais du bastion ont répondu avec une telle férocité qu'ils ont gravement endommagé le Gallias, qui a dû être sabordé quelques semaines plus tard. Environ deux heures après le lever du soleil, le groupe de débarquement de 800 personnes partit pour la plage de Cacilhas pendant que São Francisco était bombardé. L'assaut amphibie comprenait 32 vedettes équipées de canon pivotant et de 5 barges, appuyées par les tirs de deux navires. En outre, un baril de poudre à canon humide a été tiré dans le vent afin que les Néerlandais puissent atterrir sous le couvert de fumée dans ce qui a été suggéré comme l'un des premiers cas enregistrés d'utilisation tactique d'un écran de fumée.
Environ 60 Portugais et 90 « métisses » retranchés sur la plage sous le commandement d'António Rodrigues Cavalhino a opposé une première résistance en tirant dans la fumée, tuant 40 personnes et blessant l'amiral Reijersen au ventre, le mettant hors de combat. Le capitaine Hans Ruffijn prit le commandement de la force de débarquement et envahit rapidement le retranchement, forçant Cavalhino à se retirer, après quoi le reste de la force de débarquement débarqua sans opposition. La tête de pont maintenant sécurisée, Ruffijn laissa deux compagnies sur la plage comme arrière-garde et s'avança dans la ville avec 600 hommes, combattant des escarmouches avec les hommes de Cavalhino en retraite en cours de route.

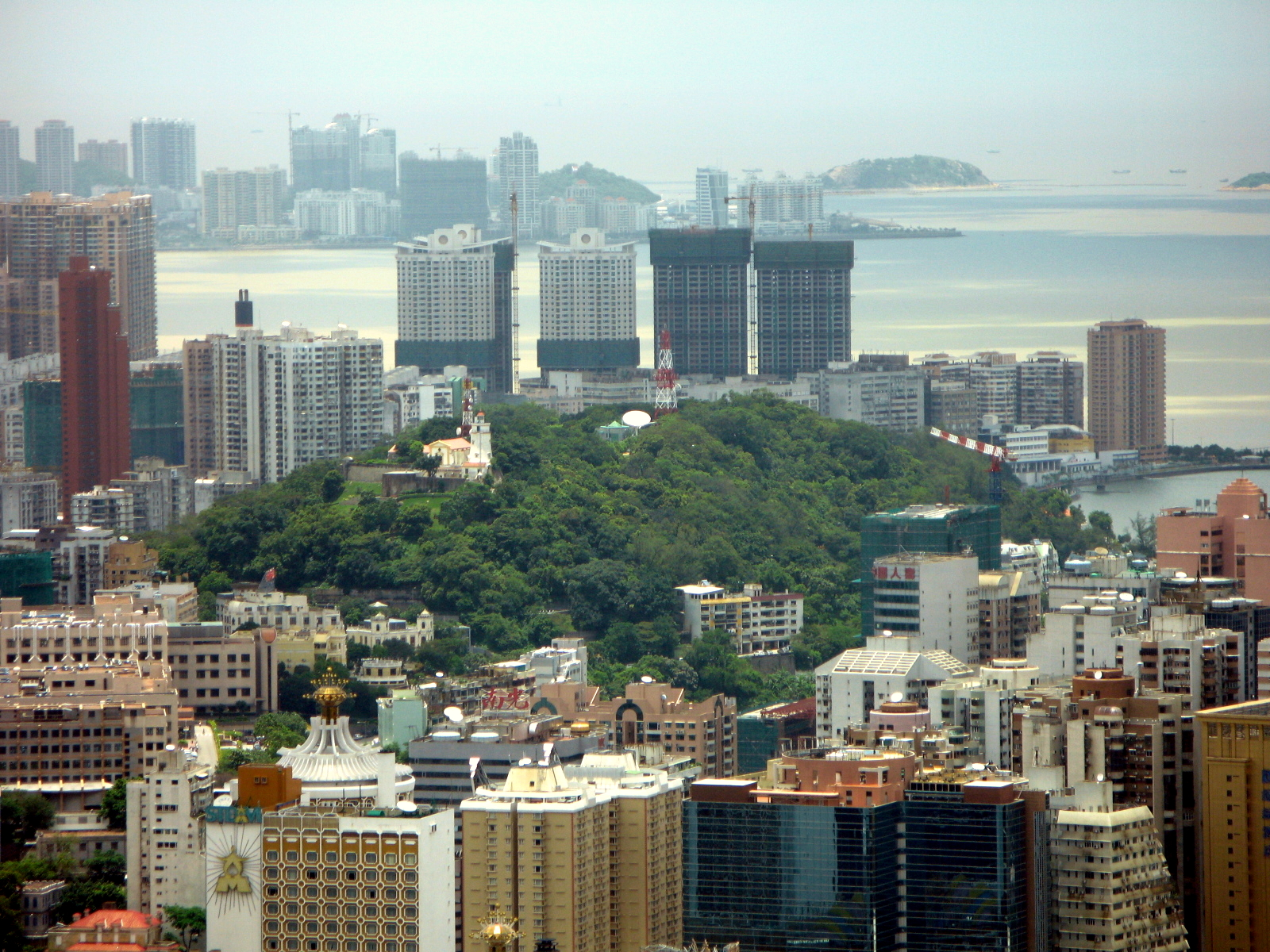
The Guia Hill (2008).

Les Néerlandais ont marché vers le centre de la ville de manière ordonnée jusqu'à atteindre le champ de tir d'artillerie de la Fortaleza do Monte, où ils ont subi de violents bombardements. Lorsque les envahisseurs passèrent près d'une petite source appelée Fontinha, le prêtre Jésuites Giacomo Rho tira un coup de canon depuis la Fortaleza do Monte qui atterrit sur un baril de poudre au milieu de la formation hollandaise, faisant de nombreuses victimes. Les commandants néerlandais ont stoppé l'avance pour délibérer de leurs prochaines étapes. Ils ont décidé de gravir la colline de Guia, sur laquelle se trouvait un ermitage, pour avoir une meilleure vue sur l'ennemi, mais leur ascension a été résistée par un groupe de 30 Macanais et noirs, dont la férocité et l'utilisation efficace du terrain a forcé les Néerlandais à faire demi-tour. Les envahisseurs se sont déplacés vers une parcelle de terrain élevé près de la colline de Guia, avec l'intention de battre en retraite pour la journée en raison de la fatigue et du manque de munitions (la plupart ont été perdues dans l'explosion). À ce moment-là, il était devenu évident pour les Portugais que la principale force néerlandaise attaquait depuis l'est et que le bombardement de São Francisco n'était qu'une feinte. Le commandant de la garnison de São Thiago envoya donc 50 hommes sous les ordres du capitaine João Soares Vivas pour aider la défense intérieure.
Lorsque les Portugais ont réalisé les intentions néerlandaises, les défenseurs ont occupé les hauteurs devant les Néerlandais. Avec le cri de guerre « Santiago ! », Lopo Sarmento de Carvalho a signalé la contre-attaque, et les forces combinées des défenseurs portugais, citoyens macanais, frères Dominicains, prêtres jésuites, et les esclaves noirs ont chargé l'ennemi, forçant les Hollandais à battre en retraite. Le capitaine Hans Ruffijn a exhorté ses compatriotes à tenir bon, mais il a été tué dans les combats alors que la retraite hollandaise se transformait en déroute. L'apparition des « esclaves noirs ivres » en particulier, n'épargnant personne alors qu'ils décapitaient tous les Hollandais qu'ils rencontraient au nom de Jean-Baptiste[Lequel ?], démoralisa grandement les Hollandais. Une femme noire a même été comparée à la légendaire boulangère d'Aljubarrota par un jésuite contemporain pour son incroyable talent avec une hallebarde pendant la bataille. Cependant, les Néerlandais ont obtenu un sursis dans la poursuite lorsque les esclaves ont abandonné la chasse pour piller les morts.
Lorsque les Néerlandais en fuite atteignent la plage de Cacilhas, les deux compagnies d'arrière-garde censées couvrir la retraite paniquent et s'enfuient vers les bateaux sans tirer un coup de feu. La panique parmi l'équipe de débarquement néerlandaise était si complète que les navires néerlandais ont dû pousser dans des eaux plus profondes pour éviter d'être renversés par les fugitifs, provoquant la noyade de beaucoup d'entre eux ou d'être abattus par les Portugais en mer. Le lendemain, l'amiral Reijersen envoie à terre un drapeau de trêve pour négocier la libération des prisonniers. La négociation fut vaine et la flotte hollandaise abattue quitta bientôt les eaux de Macao pour se diriger vers les Pescadores.

## Conséquences
La bataille a été la défaite la plus décisive jamais infligée par les Portugais aux Néerlandais en Extrême-Orient, car les pertes des attaquants dépassaient de loin celles des défenseurs. L'estimation portugaise la plus basse affirme qu'ils avaient tué plus de trois cents de leurs ennemis ce jour-là, tandis que la plupart des Portugais citent six ou huit cents comme nombre total de tués. Le décompte officiel néerlandais fait état de 136 morts et 126 blessés, sans tenir compte des mercenaires bandanais et japonais. L'historien C. R. Boxer suggère que le nombre réel de morts pourrait bien être d'environ trois cents si les morts bandanais et japonais étaient comptés.
Les pertes parmi les officiers néerlandais ont été particulièrement graves, puisque sept capitaines, quatre lieutenants et sept enseignes ont été perdus dans la bataille. En plus de la perte de personnel, les Néerlandais ont également perdu tous leurs canons, drapeaux et équipements. En comparaison, les morts du côté portugais ne comptaient que quatre Portugais, deux Espagnols et quelques esclaves ; une vingtaine ont été blessés. À Batavia, Jan Pieterszoon Coen était extrêmement amer quant à l'issue de la bataille, écrivant « de cette manière honteuse, nous avons perdu la plupart de nos meilleurs hommes dans cette flotte ainsi que la plupart des armes. » Quant à la défense portugaise, Coen avait ceci à dire : « Les Portugais nous ont chassés de Macao avec leurs esclaves; cela n'a pas été fait avec des soldats, car il n'y en a pas à Macao. [...] Voyez comment l'ennemi tient ainsi ses possessions si bon marché pendant que nous nous gaspillons » et « Notre peuple a vu très peu de Portugais » pendant la bataille.
Un an plus tard, le capitaine Coen reprenait toujours sur le même thème : « Les esclaves des portugais à Macao servirent si bien et fidèlement, que c'était eux qui vainquirent et chassèrent notre peuple l'année dernière. » Coen préconiserait désormais l'emploi d'esclaves pour la guerre de préférence aux soldats hollandais. Bien que les Portugais n'aient pas attribué aux Noirs le mérite principal de la victoire, ils ont néanmoins tellement apprécié la bravoure dont ont fait preuve les esclaves que de nombreux esclaves ont été libérés sur le champ de bataille immédiatement après la victoire. Lorsque des fonctionnaires chinois mineurs ont emmené les têtes des Néerlandais tués à Canton comme preuve du service portugais dans la défense du territoire chinois, ils ont apparemment également relayé des histoires sur la bravoure des Noirs, ce qui a poussé l'amiral provincial impressionné (海道副使 ; appelé dans les sources européennes haitao) à envoyer un cadeau de 200 piculs de riz à répartir entre eux.

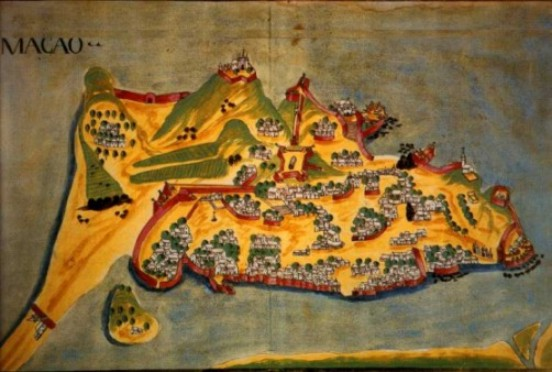
Carte de la péninsule de Macao en 1639, la ville maintenant renforcée par des murs et des forts.

Après la tentative d'invasion hollandaise, les autorités portugaises de Goa ont réalisé l'importance d'avoir une figure d'autorité suprême permanente à Macao et ont commencé à envoyer un vrai gouverneur à Macao, à partir de 1623. Auparavant, cette petite ville était administrée par le Capitaine Major du Voyage au Japon, un poste qui était vendu aux enchères par le tribunal de Lisbonne au plus offrant chaque année et qui ne devrait pas gouverner Macao après son départ pour le Japon. Avec le nouvel arrangement, l'autorité du capitaine-major était limitée à la flotte marchande du Japon et perdait tous les privilèges qu'il aurait pu avoir à Macao au profit du gouverneur de Macao. Le premier gouverneur, Francisco Mascarenhas, sous les ordres de Goa, renforça les fortifications pour se défendre contre une répétition de l'attaque hollandaise, après avoir soudoyé les autorités provinciales du Guangdong pour qu'elles ferment les yeux sur les constructions.
Plus tard en 1622, lorsque la flotte hollandaise arriva aux Pescadores, l'endroit que Coen croyait meilleur que Macao d'un point de vue stratégique, l'amiral Reijersen y construisit un fort et exécuta les ordres de Coen d'attaquer sans discernement les navires Chinois, pour contraindre les autorités chinoises à autoriser le commerce. On espérait que si cette campagne de harcèlement réussissait, les Pescadores pourraient supplanter Macao et Manille comme entrepôt de soie pour le marché japonais. Cependant, les Chinois ont commencé à considérer les Hollandais comme des pirates et des meurtriers à cause de ces raids et de l'attaque de Macao, et ont refusé de commercer avec eux. Les Chinois firent alors la guerre aux Hollandais et les vainquirent lors des conflits sino-néerlandais de 1623 à 1624, forçant les Hollandais à abandonner les Pescadores en 1624 pour Taïwan. À ce moment-là, les Chinois ont commencé à considérer l'offre commerciale néerlandaise. Au cours des deux années qui ont suivi, Macao a récolté les bénéfices d'un commerce accru.
La défense réussie de Macao signifiait que le Portugal pouvait toujours contrôler le commerce Chine-Japon, alors le seul commerce rentable pour la puissance portugaise en déclin. Cela a pris fin lorsque le Japon a expulsé tous les Portugais en 1639, et  Malacca portugais est tombé aux mains des Néerlandais en 1641.

## Commémoration
Étant une grande victoire pour les Portugais à Macao, la bataille a été commémorée de plusieurs façons. Lorsque le voyageur anglais Peter Mundy est arrivé à Macao en 1637, il a décrit une danse d'enfants qui dépeignait une « bataille entre les Portugais et les Hollandais... où les Hollandais ont été vaincus, mais sans aucun discours de reproche ni action honteuse envers cette nation. » De plus, après la victoire, les habitants de Macao ont commencé à célébrer le 24 juin le jour de la ville pour commémorer la victoire. Ce jour était un jour férié dans la péninsule de Macao et a été observé chaque année jusqu'à la cession de Macao à la Chine en 1999.
En 1871, un monument de la bataille fut érigé dans le Victory Garden.

### Sources
- (en) C. R. Boxer, Fidalgos in the Far Eas, 1550–1770, La Haye, Martinus Nijhoff, 1948, p. 86.